# Информационен център на Рожава
Информационният център на Рожава (на кюрдски: Navenda Agahîyan a Rojava) е информационна агенция в Сирия. Седалището й се намира в град Камишли, главен град в автономната Демократична федерация на Северна Сирия (Рожава). Тя е основана от чуждестранни доброволци в Рожава (Томас МакКлуър, Джоан Гарсия, Кони Доколомански и Клое Троадек) в отговор на съобщението от декември 2018 г. на президента на САЩ – Доналд Тръмп за изтегляне на американската армия от Рожава. Създателите на проекта са били притеснени, че може да има нова война и според тяхното възприятие по това време присъстват малко чужди медии. По време на турската инвазия в Африн Информационният център на Рожава започва да предоставя информация на широк кръг чуждестранни репортери.
Целта на агенцията е да предоставя на чуждестранните журналисти информация от Рожава.
Информационният център на Рожава описва Рожава като „организация, която следва пътя на социалистическия революционер на име Абдула Йоджалан“, който е основател на Работническата партия на Кюрдистан (РПК).